# Adam Murimuth
Adam Murimuth (Fifield, Oxfordshire, circa 1274 — 1347) foi um eclesiástico e cronista inglês.

## Biografia
Sua família aparentemente pertencia a Fifield, Oxfordshire, onde um John de Murimuth aparece como senhor da mansão em 1316; de outros membros da família, Richard de Murimuth aparece como um dos escriturários reais em 1328–1329, como deão de Wimborne Minster, Dorset, em 1338, e deteve as prebendas de Oxgate, Catedral de São Paulo, 1340–1354, e Banbury, Lincoln, em 1352. Um Adam Murimuth, júnior, foi provavelmente prebendado de Harleston, Catedral de São Paulo; foi deão de Thurgarton, Norfolk, 1327–1328, e prebendado de Exeter, morrendo em 1370; o último nomeado foi, pelo menos pela semelhança de suas preferências, muito provavelmente um parente do historiador.
Murimuth nasceu em 1274 ou em 1275 e estudou na Universidade de Oxford, onde se graduou doutor em direito civil antes de 14 de junho de 1312. Nessa data foi nomeado um dos procuradores da universidade na Corte de Roma em uma queixa contra a Ordem dos Pregadores.
Aproximadamente na mesma época foi nomeado pelo Arcebispo Robert Winchelsey para representá-lo no Papado de Avinhão em sua causa contra o Bispo de Lichfield, Walter Langton. No ano seguinte, ele aparentemente estava atuando em Avignon, como agente do capítulo da Catedral de Cantuária, para garantir a confirmação de Thomas Cobham no arcebispado. Em 1314 foi contratado pelo rei Eduardo II da Inglaterra para garantir a promoção de John Sandale à forania da Catedral de São Paulo, e em 22 de novembro foi nomeado para a casa paroquial de Hayes, Middlesex. Em 1315 recebeu a casa paroquial de Lyminge, Kent, e em 15 de março daquele ano recebeu cartas dimissórias do arcebispo Walter Reynolds permitindo-lhe receber ordens de diácono ou de padre. Em 20 de outubro de 1318, Reynolds o nomeou, sendo agora um padre, a morar em Cliffe, Kent.
Murimuth ainda atuava em Avignon para o rei Eduardo II, para o capítulo da Catedral de Cantuária, e talvez para a Universidade de Oxford em 1316 e 1317. Em agosto do ano anterior, recebeu uma pensão de 60 anos do capítulo para o seu fiel conselho. Murimuth deve ter voltado para casa em 1318, e em maio de 1319 foi procurador do capítulo da Cantuária no parlamento realizado em Iorque. Em carta datada de 28 de maio de 1319 William Melton alude a informações que Murimuth lhe havia fornecido. Em 1319 Murimuth foi enviado em outra missão pelo rei para obter o consentimento do papa para uma concessão do clero. De 1 de abril de 1320 a fevereiro de 1321, ele ocupou a prebenda de Bullinghope, Hereford, e durante 1321 e 1322 foi oficial e vigário-geral de Stephen Gravesend, bispo de Londres. Em agosto de 1323, quando ele ainda era denominado cônego da catedral de Hereford, foi enviado em uma missão ao rei Roberto I de Nápoles sobre as reivindicações de Eduardo de terras na Provença. Neste mesmo ano, ele também foi empregado em nome do rei contra os escoceses em Avignon e para representar as queixas de Eduardo contra seu último enviado, John Stratford.
Em 16 de maio de 1325 recebeu a prebenda de Ealdstreet, Catedral de São Paulo, que trocou pela de Neasden em 2 de fevereiro de 1328; o Adam Murimuth, que mais tarde deteve a prebenda de Harleston, provavelmente não era o historiador. Em 1325 ele foi vigário-geral do arcebispo Walter Reynolds, e em 21 de agosto recebeu cartas de proteção como a intenção de ir com o rei para a França. Em 1328 Murimuth aparece como chantre de Exeter, cargo que pode ter recebido já em 1319; ele estava certamente ligado a essa catedral em 1327, quando era um dos representantes do capítulo ao rei pela morte do bispo James Berkeley. Em 21 de março de 1330, seu cargo de chantre foi confirmado para ele por toda a vida, mas ele o trocou pela casa paroquial de Wyradisbury ou Wraysbury, Buckinghamshire, em 1331.
Em 1334 ele teve uma disputa com o capítulo da Cantuária quanto à sua pensão, e em 1335 surgiu como comissário do arcebispo. Ele é mencionado em 5 de junho de 1338 como recebendo um arrendamento da mansão de Barnes do capítulo da Catedral de São Paulo; referências a ele ocorrem no Literae Cantuarienses na data de 27 de outubro de 1338 e 2 de fevereiro de 1340. A partir de 1338 Murimuth registra sua idade em sua crônica ano a ano; a última entrada é em 1347, quando ele tinha setenta e dois anos. Ele provavelmente morreu antes de 26 de junho de 1347, quando seu sucessor em Wyradisbury foi instituído.

## Continuatio Chronicarum
Murimuth foi o autor de uma obra que ele chama Continuatio Chronicarum, e cobre o período de 1303 a 1347. De acordo com seu próprio relato em seu prefácio, ele descobriu que as crônicas de Exeter não passavam de 1302, nem as de Westminster além de 1305. Até a última data ele usa as crônicas de Westminster, e depois disso, quando ele tinha idade para julgar por si mesmo, e escrever à sua maneira ex libro dierum meorum, sua história é baseada no que ele ouviu e viu. Como Murimuth se descreve como cônego da Catedral de São Paulo, ele escreveu com mais detalhes depois de 1325. Em sua primeira forma, a história foi reduzida a 1337, uma segunda edição a leva até 1341 e, em sua forma final, a obra termina com o ano da morte do autor, 1347. Uma continuação anônima se estende até 1380. A parte anterior da história é muito escassa, e foi 'provavelmente composta de notas escassas e de lembranças pessoais'. Embora, no entanto, as notícias da história inglesa sejam pequenas, o registro dos assuntos eclesiásticos e as relações da Inglaterra com a Corte de Roma têm um valor peculiar. Nos últimos nove anos “a crônica é muito mais completa com um valor particular para a história das campanhas na França” e das negociações relacionadas a elas. Para esta parte, a posição de Murimuth em São Paulo deu-lhe a vantagem de fácil acesso a documentos e informações privadas. O Continuatio Chronicarum está um pouco confuso com a adoção perversa de Murimuth, no início do ano, das “Michaelmas” — também conhecido como a Festa dos Arcanjos Miguel, Gabriel e Rafael, um Festival cristão observado em alguns calendários litúrgicos ocidentais em 29 de setembro. Foi editado pela primeira vez por Anthony Hall, Oxford, 1722, em cuja edição temos a verdadeira crônica de 1337 do The Queen's College, Oxford MS. 304, com a continuação para 1380. Em uma edição para a Sociedade Histórica inglesa em 1846, Thomas Hog publicou o texto verdadeiro para 1346, com a continuação para 1380. O texto completo até 1347 foi editado pela primeira vez para o Rolls Series de Edward Maunde Thompson em 1889. Um relato dos manuscritos existentes será encontrado na última edição, pp. xvii-xxii.